# Distrito de Huancán
El distrito de Huancan es uno de los veintiocho distritos que conforman la provincia de Huancayo, ubicada en el Departamento de Junín, bajo la administración del Gobierno Regional de Junín, en el Perú. Limita por el norte y por el este con el Distrito de Chilca; por el este con el Distrito de Sapallanga; por el oeste con los distritos de Tres de Diciembre y Huamancaca Chico; y,  por el sur con el Distrito de Huayucachi.
Desde el punto de vista jerárquico de la Iglesia católica forma parte de la arquidiócesis de Huancayo.

## Historia
El distrito fue creado mediante Ley N.° 12401 del 31 de octubre de 1955, en el gobierno de Manuel A. Odría.

## Geografía
Abarca una superficie de 12 km² y tiene un altitud de 3 241 metros sobre el nivel del mar. El distrito es eminentemente agrícola, comercial y turístico.

## Capital
En el distrito se encuentra el pueblo de Huancan, capital del distrito.

## Población
Con una población de más de 9000 habitantes mayoritariamente joven (55 %), de acuerdo al Censo Nacional IX de Población y IV de Vivienda.

## Autoridades

### Municipales
- 2022 - 2024[3]
  - Alcalde: Franklin Nilo Rosales Cóndor, Movimiento Regional Sierra y Selva Contigo Junín.

Alcaldes anteriores
- 2019 - 2022 Edgar Vilcahuamán Ponce, del Movimiento Político Regional Perú Libre.
- 2015-2018:[4] Alipio Tovar Bernaola, Movimiento Junín Sostenible con su Gente (JSG).
- 2011-2014:[5][6] William Solano Poma, Movimiento político regional Perú Libre (PL).
- 2007-2010: Alipio Tovar Bernaola.

### Policiales
- Comisaría Chilca
  - Comisario: Comandante PNP José Antonio García Sánchez

## Clima y agricultura
Su clima es templado, seco con días de intenso calor envuelto con un cielo azul, y contrariamente con noches frías entre los Meses de abril a septiembre.
Con vientos en el mes de agosto, y la época de lluvias es de octubre a marzo, lo cual se aprovecha para la agricultura con sembríos de maíz, papas, frijoles, arvejas habas, y linaza, así como una variedad de hortalizas, entre otros productos.

## Turismo y comercio
Huancan, un pueblo de la sierra central, situada en la parte del sur Valle del Mantaro, es un ciudad próspera desarrollando sus actividades mayoritariamente al agro y a la artesanía en general.
Los restos arqueológicos de Huarivilca, se encuentran ubicados al este de la plaza de armas del distrito, otrora morada de los Urin - Wanka en el distrito de Huancan cuna y capital del huaylash, baile típico huanca.